# 吉田タキノ
吉田 タキノ（よしだ たきの、1917年3月11日 - 2008年1月23日）は、日本の児童文学作家。「タキノおっぱ」と慕われた。

## 略歴
岩手県宮古市鍬ヶ崎出身。岩手県立宮古高等女学校卒。
上京して働きながら小説を書く。1962年『光のように風のように』（理論社）でデビュー。同年の『はまべの歌』（理論社）で児童文学に初めて方言を取り入れた。
2008年1月23日、宮古市内の病院で肺炎のため死去。

## 作品
- 『光のように風のように』（理論社） 1962年
- 『はまべの歌』（福田庄助絵、理論社、少年少女長篇小説シリーズ） 1962年
- 『桃の木長者』（田島征三絵、理論社、名作版 日本の児童文学） 1962年
- 『ふるさとの民話』（田島征三絵、理論社） 1966年
- 『山と川の接点 続・炎と血の証言』（理論社） 1966年 - 松山事件のドキュメンタリー
- 『ざしきわらし』（篠原勝之絵、理論社） 1970年
- 『また来た万六』（高橋国利絵、偕成社、少年少女/現代創作民話全集 3） 1972年
- 『みだくなし長者』（偕成社） 1973年
- 『かかさん 本をよむべしね』（偕成社、おかあさんものがたり） 1973年
- 『ネコと茶がまのふた』（梶山孝明絵、小峰書店、小学生日本の民話 14） 1974年
- 『なんだべなんだべ』（金沢佑光絵、小学館、小学館の創作民話シリーズ 4） 1976年
- 『に王とどっこい』（小学館） 1979年
- 『兄と妹たち』（小林与志絵、小学館、小学館の創作児童文学シリーズ 11） 1979年
- 『海のかあちゃん』（偕成社、少女の童話3年生） 1979年
- 『神歌とさかさいちょう』（偕成社、岩手県の民話） 1981年
- 『お菊のあらし』（梶山俊夫絵、あすなろ書房、あすなろ小学生文庫 13） 1982年
- 『日本むかしむかし』（箕田源二郎絵、けやき書房、子ども世界の本） 1982年、のち再刊
- 『ふるさとのむかしばなし』（理論社） 1982年
- 『ろばたの夜ばなし』（理論社） 1982年
- 『裁かれるのはだれか 松山事件』（けやき書房） 1985年
- 『終わりの日に』（小学館） 1986年
- 『ねずみのすもう』（しばはら・ち絵、けやき書房、ふるさと むかしむかし） 1991年
- 『にわとり長者』（けやき書房、ふるさと むかしむかし） 1991年
- 『絵にかいたねこ』（岡村好文絵、教育画劇） 1992年 - 紙芝居
- 『およめさんにばけたきつね』（田中秀幸絵、教育画劇） 1993年 - 紙芝居
- 『明のワルツ』（中央共同募金会、赤い羽根童話） 1996年
- 『むかでのおつかい』（教育画劇） 1997年 - 紙芝居
- 『トロールの森 - 窓の会の童話』（編、 田中皓也絵、けやき書房、童話の森） 1998年
- 『いのししのすもう - 月見』（篠崎三朗絵、教育画劇） 1998年 - 紙芝居
- 『消えた稲ばせ』（リブリオ出版、岩手の童話） 1999年
- 『サルとカニのもちつき』（くすはら順子絵、教育画劇） 2002年 - 紙芝居